# Greater Sudbury
|                       | Jan   | Feb   | Mär   | Apr  | Mai  | Jun  | Jul  | Aug  | Sep   | Okt  | Nov  | Dez   |   |       |
| Mittl. Tagesmax. (°C) | −8,4  | −6,1  | −0,1  | 8,5  | 17,2 | 22,0 | 24,8 | 23,1 | 17,3  | 10,0 | 2,0  | −5,1  | ⌀ | 8,8   |
| Mittl. Tagesmin. (°C) | −18,6 | −16,6 | −10,4 | −2,2 | 5,3  | 10,4 | 13,3 | 12,3 | 7,2   | 1,5  | −5,1 | −13,9 | ⌀ | −1,3  |
|                       |       |       |       |      |      |      |      |      |       |      |      |       |   |       |
| Niederschlag (mm)     | 68,6  | 50,6  | 65,9  | 64,9 | 77,5 | 77,8 | 76,6 | 90,5 | 101,3 | 82,1 | 76,5 | 67,1  | Σ | 899,4 |
|                       |       |       |       |      |      |      |      |      |       |      |      |       |   |       |
| Regentage (d)         | 18,4  | 13,6  | 13,0  | 11,1 | 11,5 | 12,4 | 11,5 | 11,8 | 13,0  | 14,0 | 15,6 | 18,1  | Σ | 164   |

| −18,6 |

| −16,6 |

| −10,4 |

| −2,2 |

| 5,3 |

| 10,4 |

| 13,3 |

| 12,3 |

| 7,2 |

| 1,5 |

| −5,1 |

| −13,9 |

| −18,6 |

| −16,6 |

| −10,4 |

| −2,2 |

| 5,3 |

| 10,4 |

| 13,3 |

| 12,3 |

| 7,2 |

| 1,5 |

| −5,1 |

| −13,9 |

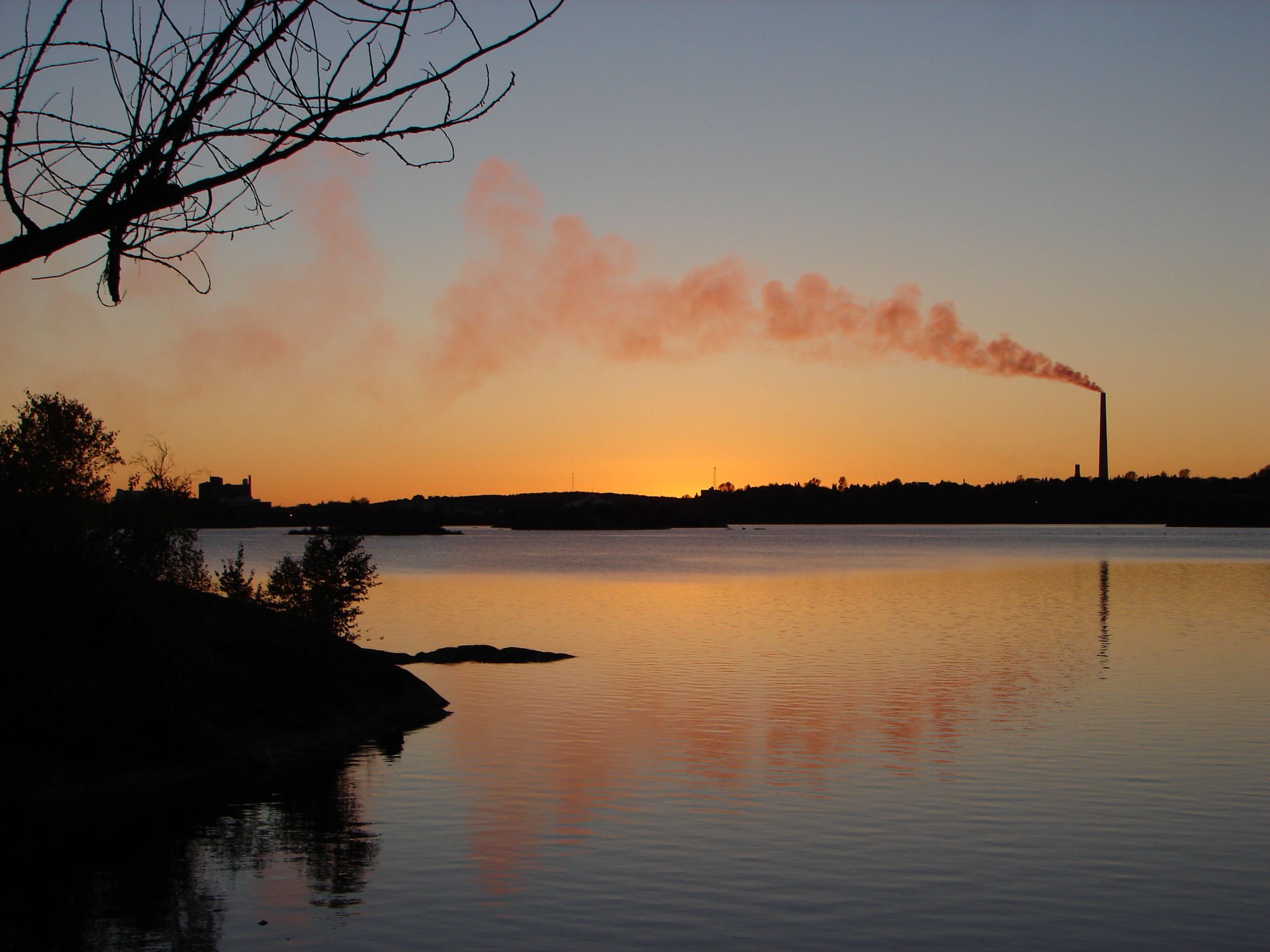
Inco Superstack

Greater Sudbury [ˌgɹeɪ̯ɾəɹˈsʌdbəɹi] (französisch Grand-Sudbury) ist eine Stadt in Ontario, Kanada. Mit mehr als 160.000 Einwohnern ist sie die größte Stadt Nordontarios. Mit einer Fläche von 3227 Quadratkilometern ist sie nach Halifax die flächenmäßig zweitgrößte Stadt Kanadas mit mehr als 100.000 Einwohnern. Von der Bevölkerung meistens nur Sudbury genannt, ist sie eine administrativ unabhängige Stadt und somit nicht Teil eines County oder einer Regional Municipality.

## Geschichte
Ursprünglich siedelten Ojibwe in der Region.
Ende des 19. Jahrhunderts entstand die Siedlung Sudbury im Rahmen des Eisenbahnbaus, die aufgrund des Bergbaubooms in der Region schnell wuchs und 1893 zur Stadt erhoben wurde. 1973 wurde aus der Stadt zusammen mit Capreol, Walden Rayside-Balfour, Valley East, Nickle Centre und Onaping Falls die Regional Municipality of Sudbury gebildet.
Greater Sudbury entstand 2001 im Rahmen der Verwaltungsreform in Ontario als die Regional Municipality of Sudbury, ähnlich wie andere stark verstädterte Regionen Ontarios zur Einheitsgemeinde verschmolzen wurden.

## Bevölkerung
Der Zensus im Jahr 2021 ergab für die Gemeinde eine Bevölkerung von 166.004 Einwohnern, nachdem der Zensus im Jahr 2016 für die Gemeinde noch eine Bevölkerung von 161.531 Einwohnern ergeben hatte. Die Bevölkerung hat damit im Vergleich zum letzten Zensus im Jahr 2016 schwächer als in der Provinz um nur 2,8 Prozent zugenommen, während der Provinzdurchschnitt bei einer Bevölkerungszunahme von 5,8 Prozent lag. Bereits im letzten Zensuszeitraum von 2011 bis 2016 hatte die Bevölkerung schwächer als der Trend um nur 0,8 Prozent zugenommen, bei einer durchschnittlichen Bevölkerungszunahme von 4,6 Prozent in der Provinz.
Im Rahmen des „Census 2021“ wurde für die Gemeinde ein Medianalter von 43,2 Jahren ermittelt. Das Medianalter der Provinz lag im selben Zeitraum bei nur 41,6 Jahren. Das örtliche Durchschnittsalter lag bei 42,9 Jahren beziehungsweise bei 41,8 Jahren in der Provinz. Beim „Census 2016“ wurde für die Gemeinde ein Medianalter von 43,3 Jahren ermittelt und für die Provinz von 41,3 Jahren sowie ein örtliches Durchschnittsalter von 42,2 Jahren beziehungsweise bei 41,0 Jahren in der Provinz.

### Bevölkerungsentwicklung
| Jahr                      | Einwohnerzahl | Einwohnerdichte |
| ------------------------- | ------------- | --------------- |
| 2001                      | 155.268       | 46,1            |
| 2006                      | 157.909       | 49,2            |
| 2011                      | 160.376       | 49,5            |
| 2016                      | 161.531       | 50,0            |
| 2021                      | 166.004       | 52,1            |
| Quelle: Statistics Canada |               |                 |

### Sprache
In der Gemeinde lebt eine große Anzahl von Franko-Ontariern. Bei offiziellen Befragungen gab etwas mehr als ein Fünftel der Einwohner an, Französisch als Muttersprache oder Umgangssprache zu verwenden. Auf Grund dieser Anzahl an französischsprachigen Einwohnern gilt in der Gemeinde der „French Language Services Act“. Obwohl Ontario offiziell nicht zweisprachig ist, sind nach diesem Sprachgesetz die Provinzbehörden verpflichtet, ihre Dienstleistungen in bestimmten Gebieten auch in französischer Sprache anzubieten. Die Gemeinde selber gehört auch der Association française des municipalités d’Ontario (AFMO) an und fördert die französische Sprachnutzung ebenfalls auf Gemeindeebene.

## Bauwerke
In Greater Sudbury befindet sich der zweithöchste Schornstein der Erde und der höchste der westlichen Welt, der 381 Meter hohe Inco Superstack. Mit dieser Höhe ist er nach dem 553 Meter hohen CN Tower in Toronto das zweithöchste Bauwerk Kanadas und vergleichsweise genau so hoch wie das New Yorker Empire State Building (ohne Antenne).

## Verkehr
Nach Greater Sudbury führen eine ganze Reihe von Highways. Die Hauptabzweigung des Trans-Canada Highways, Highway 17 führt in Ost-West-Richtung. Highway 69 führt nach Süden Richtung Parry Sound, wo der kostenlose Highway 400 nach Toronto abzweigt. Highway 144 führt nordwärts Richtung Timmins. Der Flughafen wird von regionalen Fluggesellschaften wie Bearskin oder Air Canada Jazz angeflogen.
Der Bahnhof Sudbury Junction wird vom transkontinentalen Fernzug The Canadian angefahren, wodurch Greater Sudbury eine direkte Zugverbindung sowohl in Richtung Toronto als auch in Richtung Winnipeg–Edmonton–Jasper–Vancouver hat. Außerdem startet vom Bahnhof Sudbury aus ein Tageszug, der über Chapleau (Ontario) nach White River (Ontario) fährt (ehemals als The Lake Superior bezeichnet). Beide Züge werden von VIA Rail Canada betrieben.

## Wirtschaft
Im Nordwesten des Stadtzentrums liegt das Sudbury-Becken, ein ehemaliger Meteoriteneinschlagkrater, an dessen Rand es sehr reiche Nickel- und Kupferlagerstätten gibt, die ausgebeutet werden. Die wichtigsten Bergbauunternehmen sind Falconbridge Limited und Vale Inco.
Hauptarbeitgeber in Sudbury (Stand: November 2010) sind:
| Unternehmen                                               | Angestellte | Branche           |
| --------------------------------------------------------- | ----------- | ----------------- |
| Vale                                                      | 4000        | Bergbau           |
| Health Sciences North                                     | 3700        | Gesundheit        |
| Sudbury Tax Services Office                               | 2800        | Bundesregierung   |
| City of Greater Sudbury                                   | 2166        | Kommunalregierung |
| Laurentian University                                     | 1850        | Bildung           |
| Rainbow District School Board                             | 1606        | Bildung           |
| Ontario Ministries and Agencies                           | 1500        | Provinzregierung  |
| Conseil scolaire de district catholique du Nouvel-Ontario | 1443        | Bildung           |
| Xstrata                                                   | 1139        | Bergbau           |

## Sport
Die Sudbury Wolves spielen Eishockey in der Ontario Hockey League. 1953 und 1983 richtete Greater Sudbury die kanadische Curling-Meisterschaft The Brier aus. 1988 wurden die Leichtathletik-Juniorenweltmeisterschaften 1988 ausgetragen.

## Städtepartnerschaften
Greater Sudbury unterhält Städtepartnerschaften mit Homel in Belarus und Kokkola in Finnland.

## Persönlichkeiten
Greater Sudbury ist der Geburts- und Wirkungsort zahlreicher bekannter Persönlichkeiten.